# Conão (almirante)

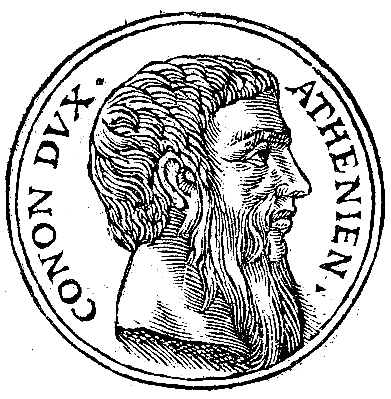
Conão em "Promptuarii Iconum Insigniorum" (século XVI)

Conão foi o comandante da frota ateniense ao fim da Guerra do Peloponeso. Posteriormente, comandou uma frota persa[carece de fontes?] que derrotou os espartanos perto de Cnido, na península da Cária.
Conão recebeu o comando de uma frota fenícia do rei Artaxerxes II por influência de Evágoras, rei do Chipre.
Ele foi o pai de Timóteo (almirante). Timóteo também era o nome do seu pai.